# Marpingen
Marpingen är en kommun och ort i Landkreis St. Wendel i förbundslandet Saarland i Tyskland.
De tidigare kommunerna Alsweiler, Urexweiler och Berschweiler uppgick i Marpingen 1 januari 1974.